# Le Sceau de Cardi
Pour plus de détails, voir Fiche technique et Distribution.
Le Sceau de Cardi (titre original : Fair Lady) est un film américain réalisé par Kenneth S. Webb et sorti en 1922.

## Synopsis
En Sicile, le comte Martinello est assassiné par Cardi et son groupe mafieux le jour de son mariage. L'américain Norvin Blake qui devait protéger le comte, déclare son amour à la comtesse.

## Fiche technique
- Réalisation : Kenneth S. Webb
- Scénario : Dorothy Farnum d'après le roman The Net de Rex Beach
- Production : Bennett Pictures
- Producteur : Whitman Bennett
- Photographie : Edward Paul, Harry Stradling Sr.
- Dates de sortie : 
  - États-Unis :19 mars 1922
  - France : 2 février 1923

## Distribution

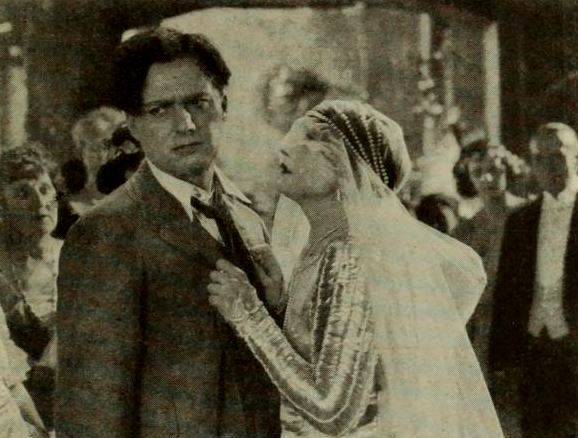
Robert Elliott et Betty Blythe dans une scène du film

- Betty Blythe : Contesse Margherita
- Thurston Hall : banquier italien
- Robert Elliott : Norvin Blake
- Gladys Hulette : Myra Nell Drew
- Florence Auer : Lucrezia